# Дунаєвський Сергій Михайлович
Сергі́й Миха́йлович Дунає́вський (нар. 20 червня 1980 — 14 липня 2016) — солдат Збройних сил України, учасник російсько-української війни.

## Життєпис
Народився 1980 року в селі Студена (Піщанський район, Вінницька область). 1996-го закінчив Студенівську ЗОШ, по тому — Крижопільське будівельне професійно-технічне училище № 9. Працював у тракторній бригаді, згодом — на різних роботах в українських містах.
23 серпня 2015 року мобілізований; солдат зенітно-артилерійського взводу, 46-й окремий батальйон спецпризначення «Донбас Україна». Брав участь у боях на сході України; псевдо «Дуда».
14 липня 2016-го по полуночі Сергій загинув на позиціях ЗСУ внаслідок артилерійського обстрілу, який вели терористи, поблизу міста Мар'їнка — два проникні поранення у спину. Побратими під обстрілом витягли його до «швидкої», але він вже не був живий.
16 липня 2016 року похований у селі Студена.
Без Сергія лишились батьки, син, два брати.

## Нагороди та вшанування
- указом Президента України № 189/2018 від 27 червня 2018 року «за особисту мужність і високий професіоналізм, виявлені у захисті державного суверенітету та територіальної цілісності України, вірність військовій присязі» — нагороджений орденом «За мужність» III ступеня (посмертно)[1]
- у листопаді 2016 року в Пішанській ЗОШ відкрито меморіальну дошку Сергію Дунаєвському.